# Hans Engström (konstnär)
Hans Engström, född 8 mars 1858 i Norra Nöbbelöv, Malmöhus län, död 17 augusti 1941 i Klippan, var en svensk tecknare.
Han var son till lantbrukaren Nils Engelsson och hans hustru Bertha samt från 1892 gift med Othilda Maria Lindqvist. Under sin skoltid i Lund studerade Engström konst och målning för Fredrik Krebs. Men då han under sin ungdom i en olyckshändelse förlorat sin högra hand blev hanteringen av färg och pensel svår att klara av så han fullföljde inte sina målarstudier utan förblev tecknare. Hans konst består av framförallt porträtt i svartkrita.